# 世界視覺日
世界視覺日（World Sight Day）是在10月第二個星期四，首個世界視覺日在1998年舉行，為宣傳保護視力的重要性。世界視覺日由世界衛生組織主導，結合國際防盲組、國際獅子會、護瞳行動、奧比斯等全球多個國際志願機構共同訂立的全球醫療公益行動。世界視覺日強調杜絕可預防的失明與改善視力的重要性，並藉此規劃教育活動。
在世界視覺日，世界各地的志願機構都會舉辦很多活動，其中有：義診、視力保健篩檢、社區教育活動和回收舊眼鏡等。
它們想向國際傳遞的主要訊息如下:
- 全球大約有2.85億人有視力受損的情況，當中3900萬是屬於失明，其餘2.46億是屬於低視能。
- 百分之90的失明患者是來自低收入國家。
- 百分之80的視力受損情況是可避免、可治療和可預防的。
- 令患者重拾視力和預防失明的發生是醫療保健中最具成本效益的措施之一。
- 過去20年間，因眼部感染而導致的失明的患者大幅減少。
- 全球大約有1900萬的小童有視力受損的情況。
- 百分之65 視力受損的患者是50歲或以上，這個年齡組別現階段只佔全球百份之20的人口。
- 隨着人口老化，因老年而引起視力受損的人口將會增加。

## 外部連結
- 獅子會-世界視覺日